# فرانسيس لانجفورد
فرانسيس لانجفورد (بالإنجليزية: Frances Langford)‏ هي مغنية وممثلة أمريكية، ولدت في 4 أبريل 1913 في ليكلاند في الولايات المتحدة، وتوفيت في 11 يوليو 2005 في Jensen Beach, Florida ‏ في الولايات المتحدة بسبب نوبة قلبية. من الجوائز التي نالتها Florida Women's Hall of Fame ‏.

## أعمال

### أفلام
- قصة جلين ميلر
- لحن برودواي لعام 1936
- هذا جيشي
- يانكي دودل داندي

## جوائز
- Florida Women's Hall of Fame [الإنجليزية]‏

## وصلات خارجية
- فرانسيس لانجفورد على موقع IMDb (الإنجليزية)
- فرانسيس لانجفورد على موقع ألو سيني (الفرنسية)
- فرانسيس لانجفورد على موقع ميوزك برينز (الإنجليزية)
- فرانسيس لانجفورد على موقع أول موفي (الإنجليزية)
- فرانسيس لانجفورد على موقع قاعدة بيانات برودواي على الإنترنت (الإنجليزية)
- فرانسيس لانجفورد على موقع قاعدة بيانات الأفلام السويدية (السويدية)
- فرانسيس لانجفورد على موقع إن إن دي بي (الإنجليزية)
- فرانسيس لانجفورد على موقع ديسكوغز (الإنجليزية)
- فرانسيس لانجفورد على موقع قاعدة بيانات الفيلم (الإنجليزية)
- فرانسيس لانجفورد على موقع كينوبويسك (الروسية)